# Dia (satélite)
Dia, conocido previamente como S/2000 J 11, es un satélite irregular de Júpiter, descubierto por un grupo de astrónomos de la Universidad de Hawái, encabezado por Scott Sheppard en el año 2000. Este satélite tiene un diámetro aproximado de 2 km, y orbitaba Júpiter de manera prograda en 288 días a una distancia promedio de 12.571.000 km. Su excentricidad es de 0,206 y su inclinación con respecto a la eclíptica es de 28°. El 10 de marzo de 2015 el Grupo de trabajo para la nomenclatura del Sistema Solar aprobó nombrar el satélite tomando el nombre de Día, una de las amantes de Zeus en la mitología griega.
Pertenece al grupo de Himalia, cinco lunas con órbitas progradas similares,
todas con una inclinación media respecto a la eclíptica de 27,5°.

## Pérdida y redescubimiento del satélite
Sin embargo, la unión astronómica internacional en su boletín 7555 de enero de 2001, respuesta que da la NASA ante la pregunta de por qué no aparecía listado el satélite S/2000 J 11, consideró que tras haber sido perdido todo rastro de este cuerpo celeste, no volverá a ser considerado (como tal) en adelante.

### Hipótesis de impacto contra Himalia
En marzo de 2010 Andy Chen, astrónomo jefe del proyecto LORRI del Laboratorio de Física aplicada de la Universidad Johns Hopkins en Laurel, Maryland (EE. UU.) obtuvo fotografías donde apareció un nuevo anillo de polvo en torno a Júpiter, muy cerca de Himalia.
En la Conferencia de Ciencias Planetarias y Lunares, en Houston, Texas (EE. UU.) expuso que dicho anillo de polvo no fue detectado por la sonda espacial Galileo en 2003 y supusieron "que si estaban en lo cierto, se trata de un fenómeno muy reciente, pues de hecho, probablemente no existía por entonces". También añadió: "Podría tratarse de material eyectado desde Himalia hacia el espacio como consecuencia del impacto del perdido satélite S/2000 J 11, el cual quedaría totalmente destruido, de ahí, su desaparición."

### Redescubrimiento
Dia había sido descubierto por un equipo de astrónomos de la Universidad de Hawái liderado por Scott S. Sheppard en 2000, con un arco de observación de 26 días.
Las observaciones iniciales no fueron seguidas, y Dia no volvió a ser observado durante más de una década. Esta aparente desaparición llevó a algunos astrónomos a considerar que la luna se había perdido. Sin embargo, finalmente se recuperó en observaciones realizadas en 2010 y 2011.